# Кириленко, Павел Александрович
Па́вел Алекса́ндрович Кириле́нко (укр. Павло Олександрович Кириленко; род. 5 мая 1986, Макеевка, Донецкая область) — украинский государственный служащий, полковник юстиции. Председатель Антимонопольного комитета Украины с 6 сентября 2023 года. Председатель Донецкой областной государственной администрации (руководитель областной военно-гражданской администрации) с 5 июля 2019 по 5 сентября 2023 года.

## Биография

### Образование
В 2008 году окончил Юридическую академию Украины им. Ярослава Мудрого по специальности «Правоведение».
В 2022 году окончил Национальный университет «Львовская политехника» по специальности «Публичное управление и администрирование», образовательно-квалификационный уровень — магистр.

### Трудовая деятельность
В прокуратуре Украины работал с июля 2008 года помощником прокурора, прокурором отдела, заместителем прокурора, прокурором прокуратуры и начальником следственного управления прокуратуры. Работал в прокуратурах Донецкой области, Крыма и Генпрокуратуре.
Приказом Генерального прокурора Украины от 22 сентября 2017 года назначен военным прокурором Ужгородского гарнизона Западного региона Украины.
С 5 июля 2019 по 5 сентября 2023 года — председатель Донецкой областной военно-гражданской администрации. 10 июля 2019 года, в ходе первой поездки на передовые позиции ВСУ возле линии разграничения, автомобиль Кириленко попал под обстрели в районе села Гранитное. Один украинский военнослужащий погиб и ещё один получил ранение, сам Кириленко не пострадал.
6 сентября комитет ВРУ подтвердил его назначение руководителем Антимонопольного комитета Украины. В тот же день Верховная Рада Украины назначила Кириленко председателем Антимонопольного комитета Украины.

## Награды
- Орден Богдана Хмельницкого III степени (6 марта 2022) — за весомый личный вклад в защиту государственного суверенитета и территориальной целостности Украины, мужество и самоотверженные действия, проявленные при организации обороны населенных пунктов от российских захватчиков[13]

## Семья
Родители Павла Кириленко живут в оккупированной части Донецкой области. Старший брат, Евгений Кириленко (род. 1984), работал в силовых структурах Украины, а в 2014 году перешёл на сторону ДНР. С тех пор работает оперативником в министерстве государственной безопасности ДНР.
Жена Алла Кириленко работала в управлении труда и социальной защиты населения Ужгородского городского совета. В браке родились двое детей.